# Eriosema salignum
Eriosema salignum är en ärtväxtart som beskrevs av Ernst Meyer. Eriosema salignum ingår i släktet Eriosema och familjen ärtväxter. Inga underarter finns listade i Catalogue of Life.